# Bánréve
Bánréve je obec na severovýchodě Maďarska v župě Borsod-Abaúj-Zemplén, v okrese Putnok. Leží těsně u hranic se Slovenskem. Obec je vzdálena od okresního města, Putnoku, zhruba 5 km.
Rozkládá se na ploše 6,63 km² a v roce 2024 zde žilo 1 128 obyvatel.
Na území obce se napojuje hlavní silnice č.25 na silnici č.26, na které je hranični přechod Kráľ / Bánréve na Slovensko. Také je zde velká železniční stanice s hraničním přechodem Lenártovce / Bánréve.
V blízkosti jižního okraje obce protéká řeka Sajó (slovensky Sľaná).